# Aimer jusqu'à l'impossible
Singles de Tina Arena
Italian Love Song
(2004) Je m'appelle Bagdad
(2006)
Aimer jusqu'à l'impossible est une chanson de Tina Arena sortie le 14 novembre 2005.

## Classements
| Classement (2008)                       | Meilleure position |
| --------------------------------------- | ------------------ |
| Belgique (Wallonie Ultratop 50 Singles) | 1                  |
| France (SNEP)                           | 3                  |
| Suisse (Schweizer Hitparade)            | 16                 |